# Phylloscopus forresti
El mosquitero de Lichiang (Phylloscopus forresti) es una especie de ave paseriforme de la familia Phylloscopidae propia del sureste de Asia.

## Distribución
Cría en las montañas del centro y sur de China, y se desplaza a las montañas del norte del sudeste asitático para pasar el invierno.